# Soera De Uitrukkenden
Soera De Uitrukkenden is een soera van de Koran.
De soera is vernoemd naar de uitrukkenden in de eerste aya waarop onder andere een eed wordt gedaan dat een aantal gebeurtenissen op de Dag des oordeels zullen plaatsvinden. Verder noemt de soera de profeet Musa en zijn zending naar de farao.

## Bijzonderheden
De uitrukkenden en de beschrijvingen in ayaat 2 t/m 5 zijn waarschijnlijk verwijzingen naar verschillende soorten engelen.